# 12661 Schelling
12661 Schelling este un asteroid din centura principală de asteroizi.

## Descriere
12661 Schelling este un asteroid din centura principală de asteroizi. A fost descoperit pe 27 februarie 1976 la Tautenburg de Freimut Börngen. Asteroidul prezintă o orbită caracterizată de o semiaxă mare de 2,29 ua, o excentricitate de 0,12 și o înclinație de 4,9° în raport cu ecliptica.